# 钨合金
钨合金的定义分为两种：广义的钨合金和狭义的钨合金。广义的钨合金：含有钨元素的金属材料统称为钨合金，如钨铁合金、钨铜合金、钨镍合金等；狭义的钨合金：以钨为基体材料（其中含钨量为85%~99%）加入少量镍（Ni）、铜（Cu）、铁（Fe）、钴（Co）、钼（Mo）、铬（Cr）等金属黏结剂组成的一种合金材料，也被称之为高比重钨合金或高密度钨合金或重合金。
钨合金的密度可达16.5~19.0g/cm^3。较常用的主要有：W-Ni-Cu和W-Ni- Fe两大系列。这种材料在密度、强度、硬度、延展性、导电/热性等物理性能中都有显著的特点，因而在国防工业、航空航天工业，医疗行业、电气行业等行业中得到广泛的应用。

## 钨合金的发展简史
从钨合金材料的制备技术方面，其研究发展大致可以分为四个阶段和四次研究高潮。详情见下表：
|                | 时期                                 | 发起原因                                                                   | 主要研究方向                                                                       | 主要应用方向             |
| -------------- | ------------------------------------ | -------------------------------------------------------------------------- | ---------------------------------------------------------------------------------- | ------------------------ |
| 第一次研究高潮 | 自第二次世界大战至20世纪80年代中后期 | 由于钨合金在航空航天、国防军工中的应用                                     | 通过添加和改变合金元素来研究钨合金材料对合金性能的影响                             | 航空航天、国防军工       |
| 第二次研究高潮 | 20世纪80年代末至90年代               | 由于钨合金用做穿甲弹弹芯材料具有很多优点                                   | 采用锻造、挤压等形变强化技术和时效、循环热处理等方法提高合金性能                   | 武器材料、穿甲弹弹芯材料 |
| 第三次研究高潮 | 20世纪90年代中期                     | 粉末注射成型技术的出现，使得制备三维形状非常复杂的钨合金精细零部件成为可能 | 异形钨合金零部件的注射成形技术                                                     | 民用工业和军工行业       |
| 第四次研究高潮 | 20世纪90年代末期至21世纪初           | 纳米材料的出现使人们从原子、分子水平认识和制备材料                         | 纳米钨基复合粉末的制备技术和用纳米粉体材料制备高性能的细晶钨合金块体材料的制备技术 | 军工行业                 |

## 钨合金的分类
钨合金根据其成分的不同可分为 W-Ni-Cu、W-Ni- Fe两大系列以及W-Ni-Cr、W-Ni-Mo、 W-Ni-Co等合金。
- W-Ni-Cu合金

W-Ni-Cu合金主要由W、Ni、Cu粉末经混合压制烧结而成。其中，W含量一般是80%~90%，加入Ni和Cu黏结剂，在液相烧结后形成两相合金，密度接近理论密度。该合金中，除W、Ni外剩余含量就是铜的含量。铜在合金中可提高钨合金的强度和塑性。在性能方面，该合金没有磁性可做特殊的应用，其他物理性质与钨合金总体性能相同。
- W-Ni- Fe合金

W-Ni- Fe合金是由W、Ni、Fe粉末经混合压制烧结而成。其中钨的含量最多，达到80%~90%而镍、铁起到黏结剂的作用。在液相烧结后形成两相合金，密度与理论密度相近。镍是液相烧结工艺中必不可少的元素，一般含量为0.5%~12%，如果大于12%，则合金的耐热性和耐腐蚀性均将降低。铁的含量一般在0.5%~8%之间，如果大于8%该合金的脆性会升高。铁在该合金中可提高强度和塑性，这类合金有一定的磁性，可用做穿甲弹弹芯材料、子母弹等高动量杀伤碎片、配重以及其他工业领域。与W-Ni-Cu合金相比该合金的强度和塑性均更优良。
- W-Ni-Cr合金

W-Ni-Cr合金中的Cr元素在该合金中作为固溶强化添加元素，具有提高抗腐蚀性和抗高温氧化性，还可以提高合金的高温强度和硬度。一般含量为0.2%~5%。这种合金的硬度非常高（HV=600，而W-Ni- Fe合金的硬度为HV=310）。该合金的力学性能取决于Cr/Ni的比，当比值低时塑性较好，硬度较高；比值低时硬度高，抗拉强度低，几乎没有塑性。
- W-Ni-Mo合金

该合金中Mo元素与W-Ni-Cr合金中Cr元素的作用基本相同，都是作为固溶强化添加剂元素，含量在0~25%。在液相烧结时可溶于黏结相中，起到固溶强化、细化晶粒的作用，有效地改善了合金的力学性能，提高高温强度和抗热冲击助力。研究表明，随着Mo含量的增加，合金的屈服强度、极限抗拉强度和硬度都会有所提高，而延性和烧结密度则会下降。
- W-Ni-Co合金

Co元素在该合金中作为协同强化添加元素，可改善合金的高温性能，特别是强化黏结相，避免生成合金间化合物，明显提高合金的高温强度和硬度，一般含量为0.5%~5%。研究表明当温度高于500摄氏度时，该合金的强度和塑性明显高于W-Ni- Fe合金合金。

## 钨合金的性能
钨合金的物理力学性能，主要有以下九个方面。
- 密度高：高密度钨合金的密度一般为16.5~19.0g/cm^3，即相当于钢密度的两倍以上。
- 抗拉强度高：烧结态W-Ni- Fe高密度合金的抗拉强度为800~1000MPa，热处理和形变加工处理后其强度可提高到1300~1500 MPa。
- 延性好：W-Ni-Fe高密度合金具有很好的延性，其烧结态的伸长率可以达到10%~15%，经真空或气氛脱氢处理后，伸长率可提高到20%~30%。
- 良好的吸收射线的能力：高密度合金的吸收射线的能力比铅高30%~40%，其稳定性也比铅好。
- 良好的电性能：W-Ni-Cu、W-Ni-Fe高密度合金具有较好的导电性、耐电蚀性、耐高压等电性能。
- 良好的导热性及较低的线胀系数：其导热系数为模具钢的5倍，其线胀系数只有铁或钢的1/2~1/3.
- 良好的耐腐蚀性和抗氧化性。
- 良好的可焊接性：高密度合金可以用铜、银焊接料进行钎焊，可进行电镀。
- 良好的机加工特性：由于W-Ni- Fe高密度合金具有很好的延性，可以进行车、铣、刨、车螺纹和攻丝等机加工，还可以进行轧制、旋锻和锻造加工等大形变强化处理。

## 钨合金的用途
- 在航空航天等尖端科学技术中主要用于以下几个方面

1、陀螺仪的转子材料。陀螺仪是飞机、人造卫星、各种导弹和宇宙飞船核潜艇的导航和控制系统的大脑：陀螺仪的稳定性随着回转体重量的增加而提高，采用高密度合金作为陀螺仪转子，可使其稳定性和控制精度大大提高。
2、飞机的惯性旋转元件。
3、各种仪表及发动机上的平衡配重元件。如“斯贝”发动机上用的配重元件以及在高速运转下控制分分油门可调节油量的配重元件等。
此外，还大量地用于副翼、转向舵两侧的静态及动态平衡配重和直升机旋转叶片的平衡配重等。
- 在军事领域中，主要用于以下几个方面

1、具有很高密度、强度、塑性和硬度的W-Ni-Fe高密度合金在军事工业中是一种很关键的材料，被用做枪弹中集束箭弹的小箭，聚能弹中的“火药性罩”，散弹，子母弹，屏幕弹，穿甲弹，具有很大的杀伤威力。
2、在导弹中，用做导弹仪的陀螺转子，配重螺钉、调整片以及重达数十公斤的高密度合金导弹弹体。
3、在坦克发动机中用做调速器中的配重块。
4、在核潜艇中用做配重块和核反应堆的屏蔽材料。
- 在电气工业中的应用

钨合金具有良好的高温强度、硬度、导电性和抗腐蚀性，所以在电热加工中具有广泛的运用前景。采用钨合金制造的电气设备种类繁多，如：电热镦粗的砧子材料 ，电铆中的铆钉材料，电火花加工用电极材料，电焊材料，高压开关的电接触材料等。
- 在机械制造和压力铸造等工业中的应用

在机械、仪表制造业中被用做平衡的元件，如在石油钻机的钻杆上安装钨合金的配重块可以大大提高钻井的垂直度，提高石油钻深效率。钨合金的高温性能，使其在压铸件工业中可以作为很好的模具材料。
- 在医疗器械工业的应用

因为钨合金对X射线的衰减能力很强，是用做各种放射性源的屏蔽元件或容器的一种理想材料。在医疗中用做防辐射屏蔽材料和γ射线刀。
- 在体育用品工业中的应用

在体育用品中，钨合金制造赛车的曲轴可使赛车的性能大大提高。高尔夫球与网球拍的边缘镶上钨合金配重，可使球拍具有更强的攻击能力；在重箭比赛中，当箭头采用钨合金制造时，可大大提高重箭的命中率。
- 在其他工业中的应用

由于钨合金的密度和黄金的密度相近（金的密度：19.3 g/cm3，钨合金的密度： 19.0g/cm^3），所以在纪念品以及首饰行业中被用于制作戒指、项链以及纪念币等。在电子通讯行业中用做BP机、手机振子材料。此外，还广泛用于捕鱼业中的渔坠制造。